# Dallas Cowboys 1967
La stagione 1967 dei Dallas Cowboys è stata la 8ª della franchigia nella National Football League. Per la seconda stagione consecutiva la squadra vinse la propria division, venendo sconfitta in finale di campionato dai Green Bay Packers.

## Calendario

### Stagione regolare
| Turno | Data       | Avversario             | Risultato | Pubblico |
| ----- | ---------- | ---------------------- | --------- | -------- |
| 1     | 17/9/1967  | at Cleveland Browns    | V 21–14   | 81,039   |
| 2     | 24/9/1967  | New York Giants        | V 38–24   | 66,209   |
| 3     | 1/10/1967  | Los Angeles Rams       | S 35–13   | 75,229   |
| 4     | 8/10/1967  | at Washington Redskins | V 17–14   | 50,566   |
| 5     | 15/10/1967 | New Orleans Saints     | V 14–10   | 64,128   |
| 6     | 22/10/1967 | at Pittsburgh Steelers | V 24–21   | 39,641   |
| 7     | 29/10/1967 | at Philadelphia Eagles | S 21–14   | 60,740   |
| 8     | 5/11/1967  | Atlanta Falcons        | V 37–7    | 54,751   |
| 9     | 12/11/1967 | at New Orleans Saints  | V 27–10   | 83,437   |
| 10    | 19/11/1967 | Washington Redskins    | S 27–20   | 75,538   |
| 11    | 23/11/1967 | St. Louis Cardinals    | V 46–21   | 68,787   |
| 12    | 3/12/1967  | at Baltimore Colts     | S 23–17   | 60,238   |
| 13    | 10/12/1967 | Philadelphia Eagles    | V 38–17   | 55,834   |
| 14    | 16/12/1967 | at San Francisco 49ers | S 24–16   | 27,182   |

### Playoff
| Turno                | Data       | Avversario           | Risultato | Pubblico |
| -------------------- | ---------- | -------------------- | --------- | -------- |
| Finale di conference | 24/12/1967 | Cleveland Browns     | V 52–14   | 70,786   |
| Finale di campionato | 31/12/1967 | at Green Bay Packers | S 21–17   | 50,861   |